# Changhe
Jiangxi Changhe Automobile Co. Ltd. (chiń. upr.: 江西昌河汽车有限责任公司) – chińskie przedsiębiorstwo motoryzacyjne zajmujące się produkcją samochodów osobowych i dostawczych, należące do koncernu Chang’an Motors. Siedziba przedsiębiorstwa mieści się w Jingdezhen, w prowincji Jiangxi.
Przedsiębiorstwo założone zostało w 1969 roku, początkowo będąc częścią koncernu lotniczego Aviation Industry Corporation of China. W 1995 roku Changhe i Suzuki zawiązały spółkę typu joint venture Jiangxi Changhe-Suzuki Automobile Co. Ltd., produkującą pojazdy pod marką Suzuki. W 2009 roku Changhe zostało sprzedane obecnemu właścicielowi – przedsiębiorstwu Chang’an Motors. Planowane jest połączenie przedsiębiorstwa Changhe z należącą do tego samego koncernu spółką produkującą samochody Suzuki – Changan Suzuki.